# Helios (revista)
Helios fue una revista literaria española impresa entre 1903 y 1904, vinculada con el modernismo.

## Historia
Dedicada a la promoción de la estética modernista de la que, se publicaron catorce números entre abril de 1903 y febrero de 1904. Su principal promotor fue el poeta español Juan Ramón Jiménez, junto a un grupo del que formaban parte Agustín Querol, María de la O Lejárraga García, Gregorio Martínez Sierra, José Ruiz-Castillo, Ramón Pérez de Ayala, Pedro González Blanco y Carlos Navarro Lamarca, todos españoles excepto el último, argentino. 
Además de los citados, colaboraron en sus páginas Rubén Darío, Emilia Pardo  Bazán, Miguel de Unamuno, Azorín, Juan Valera, Antonio Machado, Manuel Machado, Serafín Álvarez Quintero, Joaquín Álvarez Quintero, Salvador Rueda, Manuel Ugarte y Rufino Blanco Fombona. La revista incluía tanto textos de creación (en prosa y en verso) como críticas de obras literarias.